# Louisa Elizabeth How

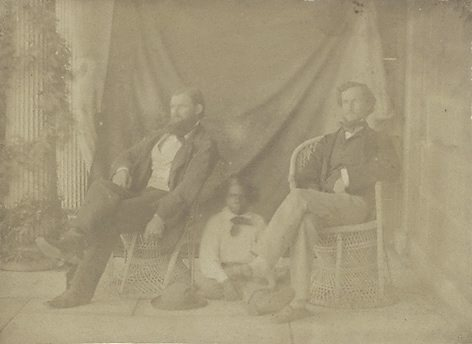
Louisa Elizabeth How (1858—1859) pan William Landsborough, tisk na slaný papír Tiger and JL

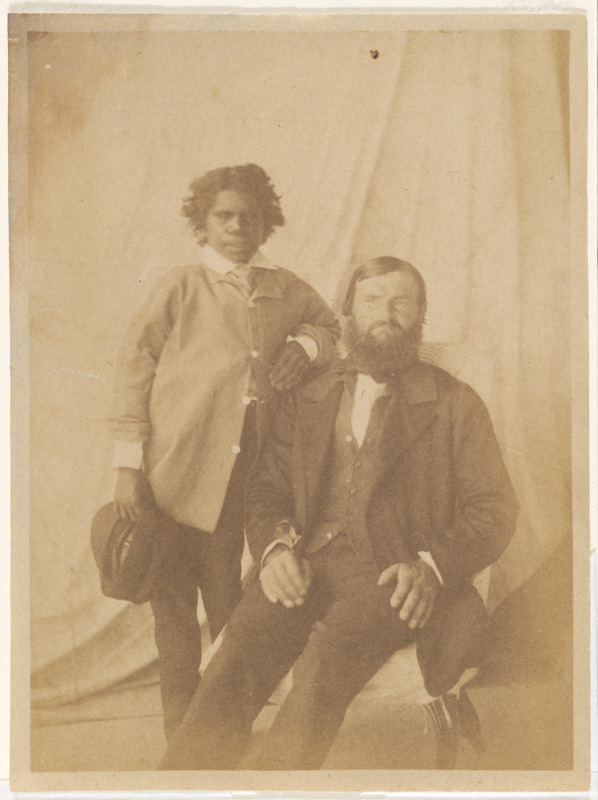
Louisa E. How (1858) William Landsborough a jeho domorodý průvodce Tiger, kalotypie

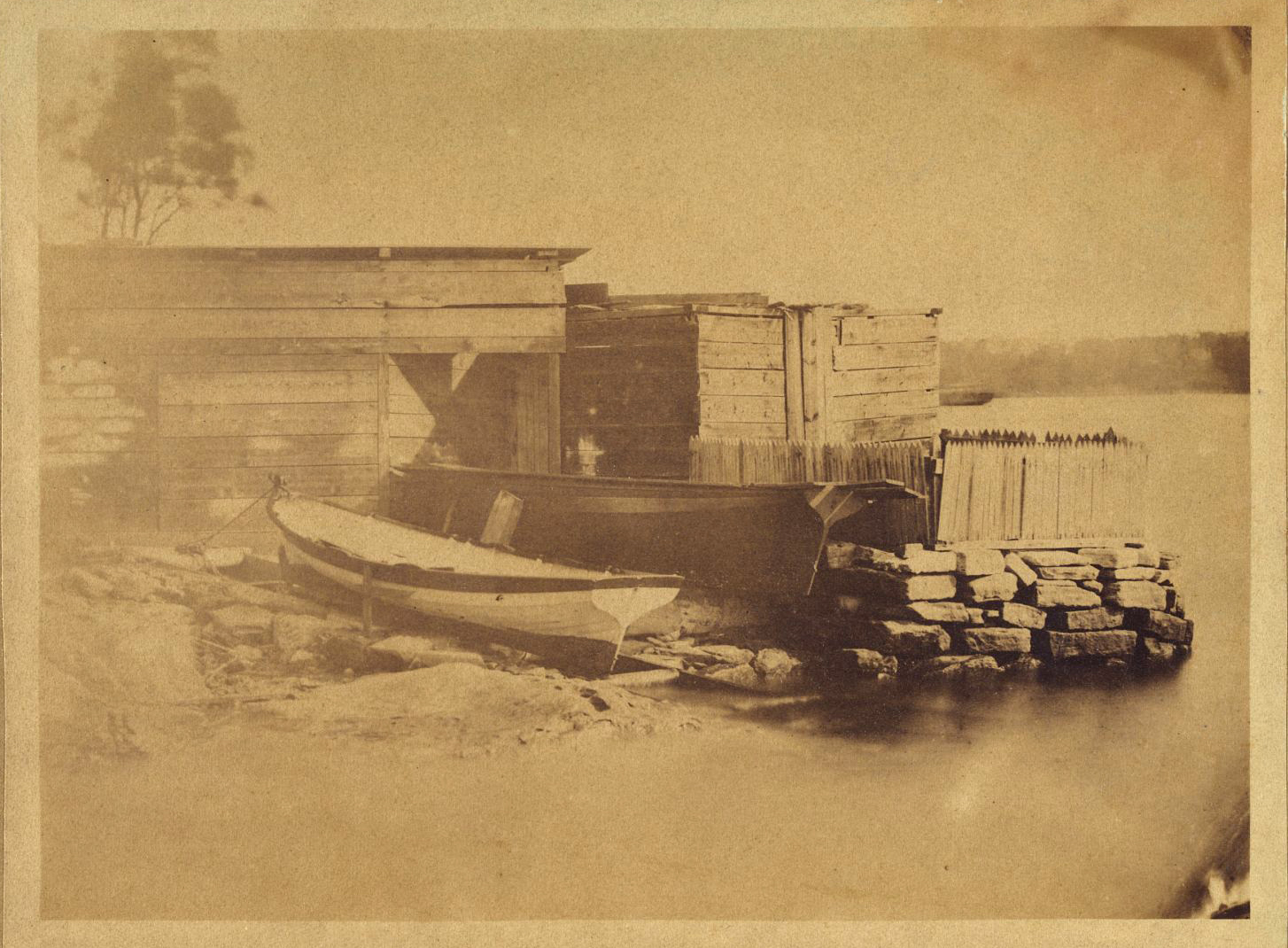
Louisa How, Boatsheds, Kirribilli Point, Sydney Harbour

Louisa Elizabeth How (1821, Anglie – 1893) byla první australská fotografka, jejíž díla přežila do současnosti.

## Životopis
Louisa Elizabeth How se narodila v Anglii v roce 1821 a provdala se za Jamese Howa, dělníka z Malvernu, Worcestershire. Oni a jejich dva synové, William (nar. 1844) a Edward (nar. 1848?) dorazili do Port Phillip na palubě Royal George dne 28. listopadu 1849 v rámci systému asistované plavby. V Melbourne byl James How zaměstnán Josephem Raleighem, obchodníkem a majitelem přístaviště, a do roku 1857 byl uveden jako jeden z hlavních ředitelů How, Walker & Co., obchodní a lodní společnosti, kterou založil příbuzný Robert How. Rodina bydlela v 'Woodlands', vedle dnešního Admirality House na Kirribilli Point, North Sydney.

## Raná fotografka
How, jejíž dochovaná tvorba se nachází v jednom albu vytvořeném během pouhých dvou let, byla evidentně precizní a nadšená umělkyně, jejíž fotografické znalosti byly odvozeny, jak se historikové domnívají, z některého z několika možných zdrojů; možná od praktikujících v Anglii před migrací, z její četby nebo z místních kontaktů nebo z jakékoli kombinace těchto.
S největší pravděpodobností si přečetla několik rozsáhlých a poučných článků o procesech fotografie, které sama použila, ve svém tisku publikovaném v anglickém časopisu Art-Journal ze svazku 12 z roku 1850. Ve skutečnosti se předpokládá, že první fotografie autorky byla rytina Richarda Austina Artletta ze stejného svazku, portrét na straně 297 Emmy Jane, vdovy hraběnky z Darnley po nedokončeném obraze Sira Thomase Lawrence, nyní v Britském muzeu.
Robert Hunt v magazínu Art-Journal pojednává o výhodách negativu na skle a odsuzuje patentové zákony, které brání rozvoji fotografie v Anglii tak rychle jako ve Francii; pokyny a rady jsou uvedeny na str. 147 pro ty, kteří „jsou vzdáleni od jiných zdrojů informací“ o konstrukci a použití fotoaparátu a výběru objektivů. Zpráva o „vylepšení fotografie“ Blanquarta-Evrarda obsahuje pokyny pro přípravu a senzibilizující albuminový papír pro použití „na sucho“ ve fotoaparátu. Esej na straně 261 „Fotografie: na papíře a na skle“ uvádí, že „uplynulo jedenáct let od oznámení pana Foxe Talbota o jeho fotografickém procesu a tvrzení, že „ talbotypie v tuto chvíli zůstává nejlepším a nejpraktičtějším z fotografických postupů, které byly dosud navrženy“ ve srovnání s „jemně vytvořeným a snadno zničitelným obrazem“ daguerrotypie na „těžkém a drahém kovovém plátu“, přičemž esej dále poskytuje podrobné pokyny k rovnoměrnému potažení skla s bílkem a senzibilizující „jodidem stříbra“, ve skutečnosti „talbotyp“ na skle a jeho přeměna s přidaným stříbrem ve vývojce do pozitivního obrazu.
Louisa How se možná před svou migrací učila řemeslo v profesionálních studiích v Anglii, ale pravděpodobnější je, že se u Williama Hetzera učila vytvářet tisky na slaný papír ze skleněných negativů, kterými byl známý obchodník v Sydney, a pro kterou byl dodavatelem materiálů a tiskárnou negativů svých klientů, včetně negativů E. W. Warda a Roberta Hunta.
Existují hodnověrná tvrzení, že to byla Hetzerova manželka Thekla, která mu od roku 1850 pomáhala v jeho ateliéru na Hunter Street 15, která byla první fotografkou v Austrálii, ale žádná díla známá jako její se nedochovala. but no works known to be hers have survived. Hall a Mather naznačují, že Louisa Anne Meredith, o devět let starší, mohla předcházet How při vytváření fotografií, které se objevují jako kresby v její knize Over the Straits z roku 1861 dokumentující její cesty ve Victorii v 50. letech 19. století.

## Fotografické album
Ve stejném měsíci roku 1858, kdy se v Austrálii konala první výhradně fotografická výstava, byla uspořádána ve společnosti Sydney Philosophical Society, How dělala portréty svých hostů na Štědrý den a Boxing Day v Woodlands. Na své verandě si zřídila provizorní studio s použitím nábytku, závěsů a rekvizit včetně stereoskopu a stereo karet, aby zkrátila expoziční podmínky jasnějším osvětlením, ale aby to vypadalo, že obrázky byly vytvořeny uvnitř. Výsledné tisky jsou mezi čtyřiceti osmi tisky na slaném papíru z období od října 1857 do ledna 1859 v jejím jediném dochovaném albu, pečlivě pojmenovaném a podepsaném, které je nyní uloženo v Národní galerii Austrálie v Canbeře.
Mezi její rozmanitá témata patří návštěvníci Woodlands, kteří se objevují uvolněně při konverzaci, popíjení a stolování, několik ve skupinách a některé z těch formálnějších, a zbytek jsou individuální portréty; kupci George S. Caird, Robert P. Paterson a Hendricks Anderson, průzkumník William Landsborough se svým domorodým společníkem 'Tigrem', osadníci Charles Morison z Glenmorisonu v Nové Anglii a John Glen. Historik fotografie Gael Newton obdivuje autorčin „jemný smysl pro kompozici“ a Judy Annearová poznamenává, že její portréty jsou „nejpřesvědčivější, pózované a přesto uvolněné, venkovní, přátelské a angažované“, zatímco profesor Martyn Jolly tvrdí, že jsou v tomto vzácné. "vezmou nás tak těsně do tělesných vzájemných vztahů koloniálních Australanů."
Stejně jako portréty, How pořizovala pohledy na Sydney Cove, Government House, Campbell's Wharf a kolem jejího vlastního domu a zahrady.

## Pozdější život
Rodina zůstala ve Woodlands asi do roku 1866, poté se přestěhovali do 'Calingra' ve Woollahře, když kvůli ztrátám obchodní společnost How ukončila činnost. Zdá se, že How po tomto poklesu majetku nepokračovala ve fotografování. Její manžel James zemřel asi v roce 1869 a o rok později se přestěhovala do Heatonu, také ve Woollahře, poté se několikrát stěhovala před svou smrtí v roce 1893 ve věku sedmdesáti dvou let.

## Výstavy
- Masterpieces of Australian Photography (Mistrovská díla australské fotografie), Josef Lebovic Gallery, Kensington, 24. června 1989 – 22. července 1989[29]
- Selected recent acquisitions (Vybrané nedávné akvizice), 1989, Art Gallery of New South Wales, Sydney, 5. září 1989 – 17. prosince 1989[30]
- Review: works by women from the permanent collection of the Art Gallery of New South Wales (Recenze: díla žen ze stálé sbírky Umělecké galerie Nového Jižního Walesu), Umělecká galerie Nového Jižního Walesu, Sydney, 8. března 1995 – 4. června 1995[31]
- The photograph and Australia (Fotografie a Austrálie), Umělecká galerie Nového Jižního Walesu, Sydney, 21. března 2015 – 8. června 2015[32]

## Sbírky
- Umělecká galerie Nového Jižního Walesu, Sydney, NSW, Austrálie[33]
- National Gallery of Australia, Canberra, ACT[34][35][36]